# Ramón María del Valle-Inclán

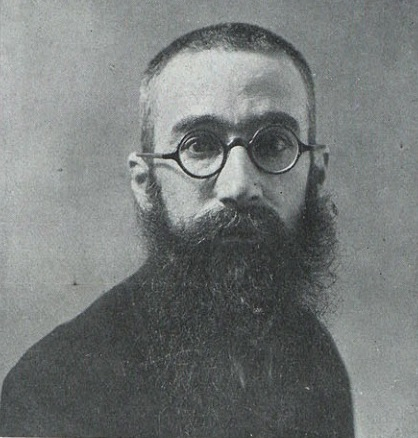
Ramón María del Valle-Inclán

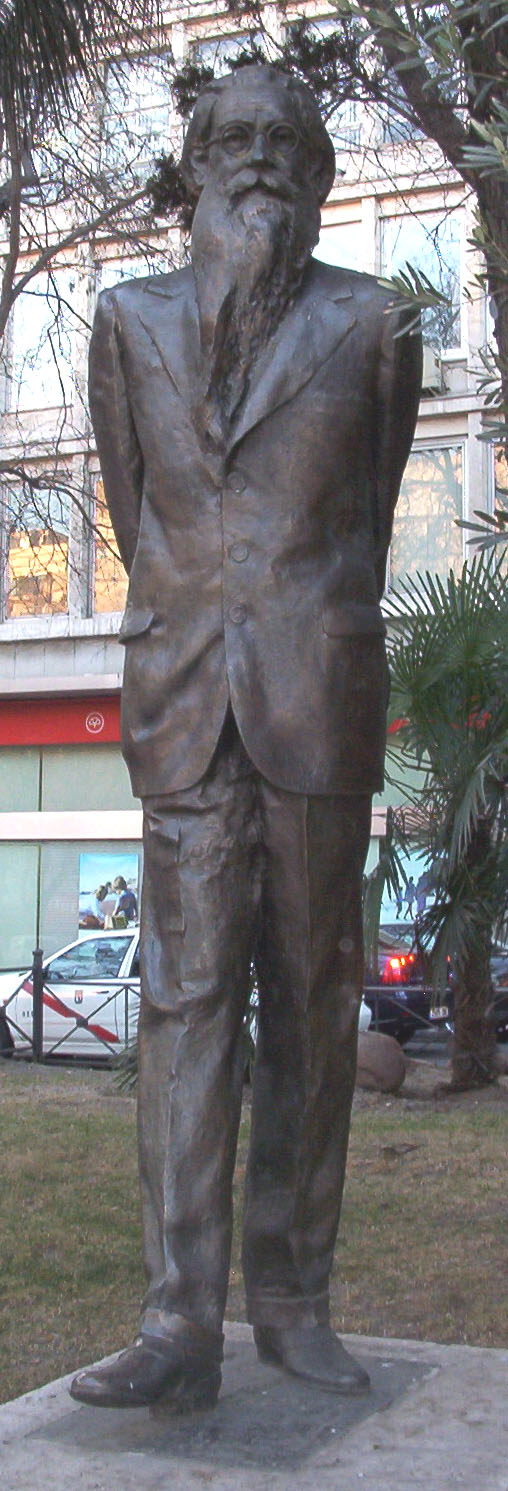
Standbeeld in Madrid

Ramón María del Valle-Inclán y de la Peña (Vilanova de Arousa, Galicië, 28 oktober 1866 - Santiago de Compostella, 5 januari 1936) was een Spaans schrijver, vooral bekend om zijn romans en modernistische toneelwerken. Hij behoorde tot de Generatie van 98.

## Leven
Valle-Inclán studeerde rechten in Santiago. Hij werkte vervolgens in Mexico als journalist, keerde terug naar Spanje en werd schrijver. Later bekleedde hij ook een leerstoel in de esthetica. Zijn politieke opvattingen bewogen zich regelmatig op en neer tussen Carlisme en anarchisme. Tijdens het bewind van Primo de Rivera, die hij regelmatig bespotte, werd hij gevangengezet. Na het uitroepen van de republiek benoemde de regering hem tot directeur van de School voor Schone kunsten in Rome. Aan het einde van zijn leven keerde hij terug naar Galicië, waar hij in 1936 overleed.

## Werk
De romans van Valle-Inclán kunnen ingedeeld worden in drie perioden. De eerste periode omvat een aantal precieuze en sensuele korte romans, vaak met overspel als centraal thema, culminerend in zijn Sonata’s (1902-1905, (Nederlands: Liefdessonates) en de legende Flor de Santidat (1904): verzorgd en muzikaal geschreven proza, getypeerd door een archaïsche, ironische retoriek. In de tweede periode staat de trilogie La guerra carlista (1908-1909) centraal, en wordt zijn stijl directer en minder muzikaal. De laatste fase is sterk experimenteel: kunstmatige scheppingen met een voortdurende vervorming van de werkelijkheid: een systeem van voortdurende verwijzingen naar de werkelijkheid, vaak via een transpositie van de taal, legt de nadruk op de irreële inhoud. Bekendste voorbeeld uit deze periode is Tyrant Banderas (1926, Nederlands: Banderas de Tyran), een kroniekachtige roman over de sociaalpolitieke situatie in Zuid-Amerika.
Het toneelwerk van Valle-Inclán is eveneens experimenteel en modernistisch van karakter, met snelle decorwisselingen, bovennatuurlijke effecten en 'bijtende' stilering. Vaak hebben zijn drama's het karakter van een satire, waarbij hij met name typisch Spaanse begrippen als mannelijkheid, militarisme en patriottisme op de korrel neemt, alsook de katholieke kerk. Bekend voorbeeld is zijn Luces de Bohemia (1920, Nederlands: Lichten van Bohemia), over een getalenteerde maar miskende schrijver. Lange tijd werden zijn werken niet uitvoerbaar geacht. Pas in de jaren zeventig waagden experimentele toneelgroepen zich op brede schaal aan uitvoering. Heden ten dage geldt Valle-Inclán wel als de meest invloedrijke schrijver op het hedendaagse Spaanse toneel.
De meeste dichtwerken van Valle-Inclán ontstonden in de periode 1907-1920. Zijn laatste verzen stonden sterk onder invloed van het Franse symbolisme.

### Romans
- La cara de Dios (1900).
- Sonata de otoño (1902).
- Sonata de estío (1903).
- Sonata de primavera (1904).
- Flor de santidad (1904).
- Sonata de invierno (1905).
- Trilogie «La guerra carlista»: Los cruzados de la Causa (1908); El resplandor de la hoguera (1909); Gerifaltes de antaño (1909).
- Una tertulia de antaño (1909).
- En la luz del día (1917).
- Tirano Banderas (1926).
- Fin de un revolucionario. Aleluyas de la Gloriosa (1928).
- Trilogie «El ruedo ibérico»: La corte de los milagros (1927); ¡Viva mi dueño! (1928); Baza de espadas: vísperas septembrinas (1932); El trueno dorado (1936, fragment).

### Verhalen
- Femeninas (1895).
- Epitalamio (1897).
- Corte de amor (1903).
- Jardín umbrío (1903).
- Jardín novelesco (1905).
- Historias perversas (1907).
- Corte de amor. Florilegio de honestas y nobles damas (1908).
- Cofre de sándalo (1909).

### Theater
- Cenizas (1899), later bewerkt tot El yermo de las almas (1908).
- Trilogie Comedias bárbaras: Águila de blasón (1907), Romance de lobos (1908), Cara de Plata (1922).
- El marqués de Bradomín. Coloquios románticos (1907).
- Cuento de abril (1910).
- La cabeza del dragón (1910).
- Voces de gesta (1911).
- El embrujado (1912, 1913).
- La marquesa Rosalinda (1912).
- Divinas palabras. Tragicomedia de aldea (1919).
- Luces de bohemia (1920).
- Farsa de la enamorada del rey (1920).
- Farsa y licencia de la Reina Castiza (1920).
- Los cuernos de don Friolera (1921, 1925).
- ¿Para cuándo son las reclamaciones diplomáticas? (1922).
- La rosa de papel (1924).
- La cabeza del Bautista (1924).
- Tablado de marionetas para educación de príncipes (1926).
- El terno del difunto (1926), retitulada Las galas del difunto (1930).
- Ligazón. Auto para siluetas (1926).
- La hija del capitán. Esperpento (1927).
- Sacrilegio. Auto para siluetas (1927).
- Retablo de la avaricia, la lujuria y la muerte (1927).
- Martes de Carnaval (1930).

### Poëzie
- Aromas de leyenda (1907).
- La pipa de kif (1919).
- El pasajero. Claves líricas (1920).
- Claves líricas (1930).